# Irad

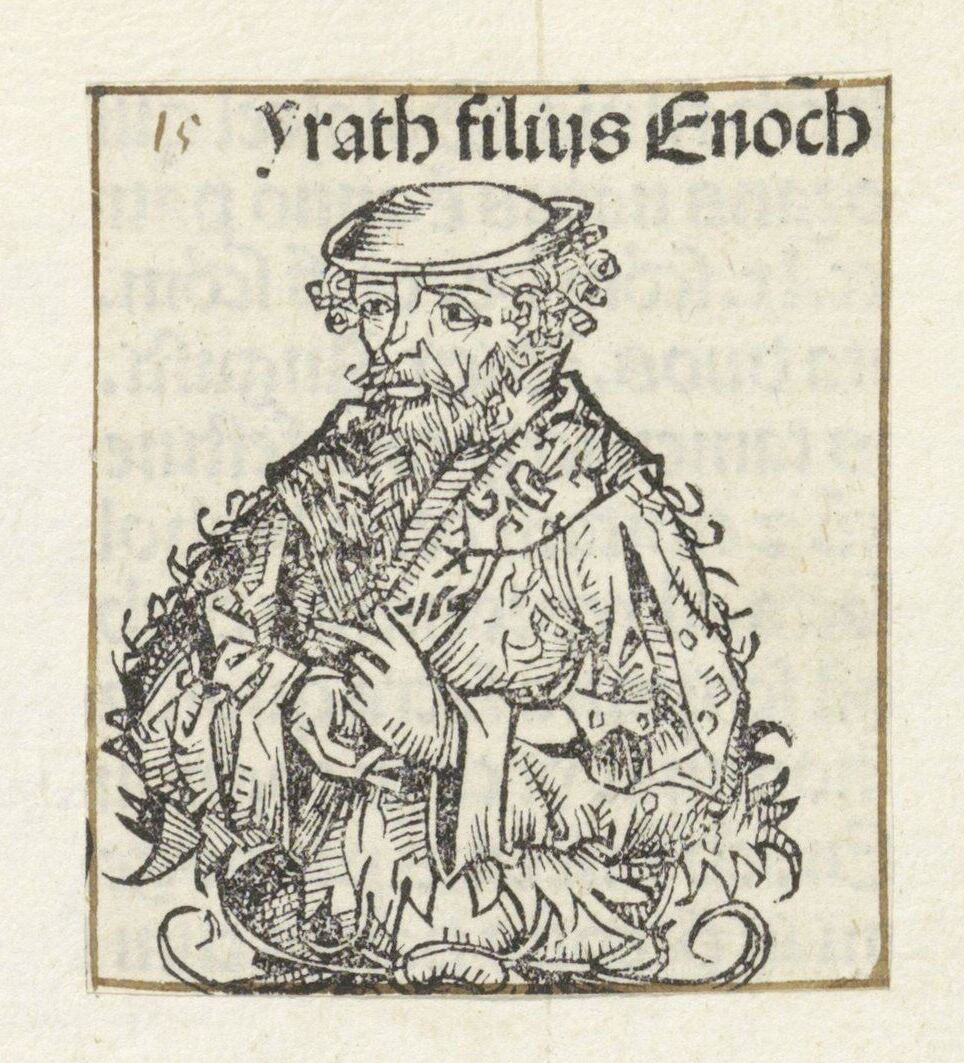
Représentation d'Irad, fils d'Hénoch, issue de la Chronique de Nuremberg

Dans la Genèse, Irad est le fils d’Hénoch lui-même fils de Caïn. Il est le père de Méhujaël.